# Слой доступа
Слой доступа (Access Stratum, AS) в компьютерных сетях и телекоммуникациях представляет собой функциональный уровень в стеках протоколов беспроводной связи UMTS и LTE между радиосетью и пользовательским оборудованием . Хотя определение слоя доступа в UMTS и LTE сильно различается, в обоих случаях уровень доступа отвечает за транспортировку данных по беспроводному соединению и управление радиоресурсами. Радиосеть также называется сетью доступа.
```
  +- - - - - -+       +- - - - - - -+
  | 
HTTP
      |       | 
Application
 |
  +- - - - - -+       +- - - - - - -+
  | 
TCP
       |       | 
Transport
   |
  +- - - - - -+       +- - - - - - -+
  | 
IP
        |       | 
Internet
    |
  +- - - - - -+       +- - - - - - -+
  | 
NAS
       |       | 
Network
     |
  +- - - - - -+       +- - - - - - -+
  | AS        |       | 
Link
        |
  +- - - - - -+       +- - - - - - -+
  | 
Channels
  |       | 
Physical
    |
  +- - - - - -+       +- - - - - - -+
```

- Управление мобильностью
- LTE
- Протокол связи
- Набор интернет-протоколов
- Набор протоколов X.25
- Набор протоколов OSI